# 下希尔伯斯海姆
下希尔伯斯海姆是德国莱茵兰-普法尔茨州的一个市镇。总面积4.60平方公里，总人口630人，其中男性321人，女性309人（2011年12月31日），人口密度137人/平方公里。